# Pretekstat z Rouen
Pretekstat z Rouen (zm. 14 kwietnia lub 24 lutego 586) – biskup Rouen (541-586), męczennik, święty Kościoła katolickiego.
Urząd biskupi objął pomiędzy 541 a 556 rokiem. Uczestniczył w II synodzie paryskim (556) i III synodzie w Tours (567).
Zmarł od ciosu zadanego mieczem przez płatnego mordercę nasłanego przez Fredegundę, żonę władcy Neustrii Chilperyka I, za pogwałcenie prawa kanonicznego i majestatu królewskiego udzielając potajemnie ślubu Brunhildzie, wdowie po Sigebercie I i Meroweuszowi, synowi Chilperyka z pierwszego małżeństwa z Audowerą. Pretekstat był ojcem chrzestnym Meroweusza.
Wspomnienie liturgiczne św. Pretekstata obchodzono 24 lutego za Martyrologium Rzymskim, w Rouen 25 lutego, gdzie czczony był jako męczennik.